# Tsartank
Tsartank (ryska: Царь-танк), också känd som Netopyr " (Нетопырь), som står för Pipistrellus (ett släkte av fladdermus), eller Tank Lebedenko (танк Лебеденко), var en rysk stridsvagn som utvecklades av Nikolaj Lebedenko (Николай Лебеденко), Nikolaj Zjukovskij (Николай Жуковский), Boris Stetjkin (Борис Стечкин), och Aleksandr Mikulin (Александр Микулин) med början 1914. Projektet avvecklades efter initiala tester då fordonet ansågs ha för svaga motorer och var sårbart för artillerield.

## Historik

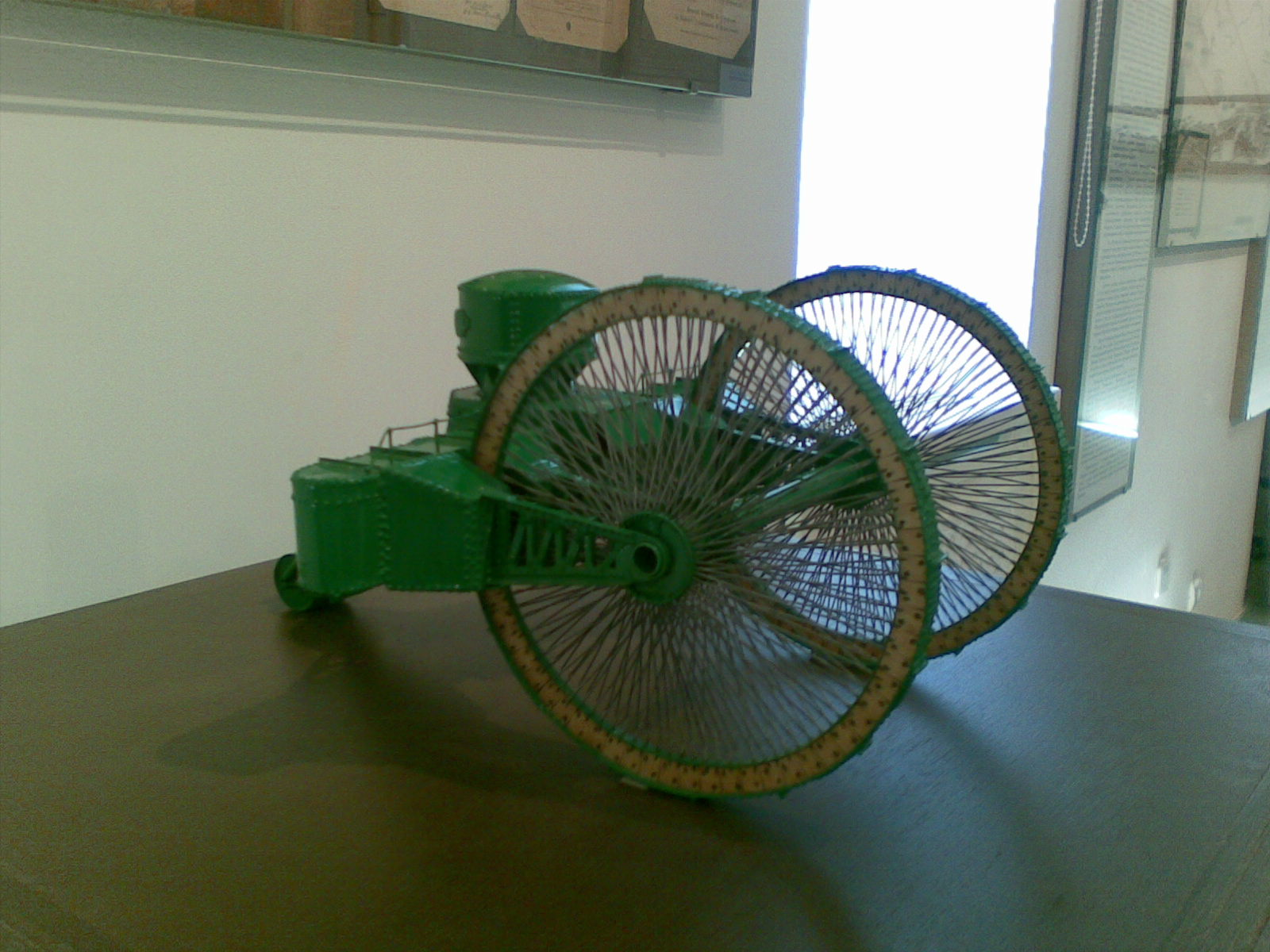
Modell av Tsartanken.

Tsartanken skilde sig från moderna stridsvagnar i att det inte använde larvband, utan byggde på en trehjuling konstruktion. De två främre ekerhjulen var nästan 9 meter i diameter; det bakmonterade tredje hjulet var bara 1,5 meter högt. Det övre kanontornet nådde en höjd av nästan åtta meter. Skrovet var 12 meter brett med ytterligare två kanoner i utriggare. Ytterligare vapen var också planerade att monteras på undersidan. Varje hjul drevs av en 250 hk (190 kW) Sunbeammotor.
De stora hjulen var avsedda att kunna forcera betydande hinder, men på grund av missbedömningar av vikten, hade bakhjulet en benägenhet att fastna i mjuk mark och i diken, och framhjulen ibland otillräckliga för att dra fram den. Detta ledde till ett fiasko för tester inför den höga kommissionen i augusti 1915. Tsartanken användes aldrig i strid utan blev kvar på den plats där den testades, cirka 60 kilometer från Moskva, fram till 1923, då den slutligen skrotades.